# Wasserwerk Haltern
Das Wasserwerk Haltern befindet sich in Haltern am See im nördlichen Ruhrgebiet. Das 1908 in Betrieb gegangene Wasserwerk versorgt rund ca. 1 Million Menschen, sowie Industrie und Gewerbe im nördlichen Ruhrgebiet, westlichen Münsterland und Duisburg mit Trinkwasser.

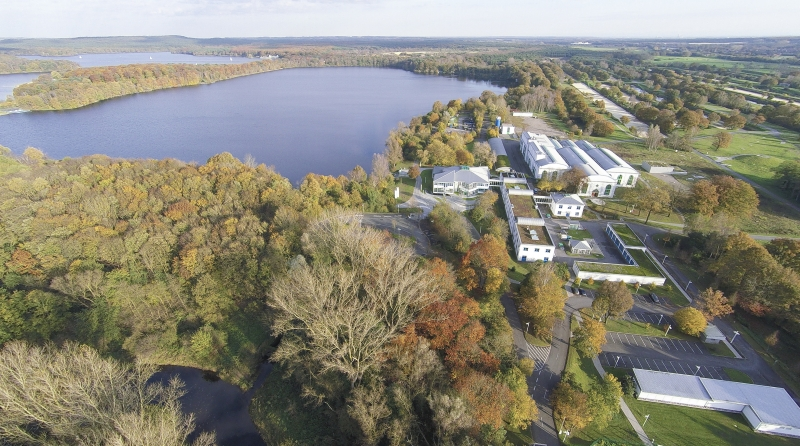
Wasserwerk Haltern

Die Kapazität beträgt etwa 125 Millionen m³ pro Jahr, das sind zirka 350.000 m³ pro Tag. Betreiber ist die Gelsenwasser AG, die dort auch ihr 1996 eröffnetes Informationszentrum zur Wassergewinnung betreibt.
Das Wasserwerk ist ein Teil der Route der Industriekultur, Themenroute Industriekultur an der Lippe und kann nach Voranmeldung besichtigt werden.

## Lage
Das Wasserwerk befindet sich in Haltern am See zwischen der Lippe und dem Halterner Stausee auf dem Wassergewinnungsgelände (Schutzzone 1, zirka 200 Hektar einschließlich des Südbeckens: 56 Hektar). In Luftbildaufnahmen ist es anhand seiner 26 Versickerungsbecken (Gesamtfilterfläche: 335.000 m²) deutlich zu erkennen. Zusätzlich existieren Brunnenanlagen auf dem Wasserwerksgelände (zirka 200 Vertikalbrunnen mit Tiefen von 40 m bis 70 m und einer Gesamtförderleistung bis maximal 518.000 m³/Tag) und in den Waldgebieten der Haard (21 Vertikalbrunnen, Tiefe bis 93 m, maximal 23.000 m³/Tag) und der Hohen Mark (10 Vertikalbrunnen, Tiefe bis 165 m, maximal 15.000 m³/Tag). Pumpwerke am Halterner und Hullerner See sorgen dafür, dass auch bei Niedrigstand jederzeit Wasser aus den Stauseen entnommen und in die Versickerungsbecken geleitet werden kann.

## Wassergewinnung
Das Trinkwasser wird zu zirka 30 % aus natürlich durch Niederschlag gebildetem Grundwasser (Brunnen in der Haard und der Hohen Mark) und zu etwa 70 % durch Grundwasseranreicherung gewonnen. In niederschlagsarmen Zeiten können aus dem Dortmund-Ems-Kanal bis zu 200.000 m³ Wasser täglich entnommen und bei Senden in die Stever eingeleitet werden, sodass im Talsperrensystem mittels der Pumpwerke weiterhin Wasser zur Verfügung steht.
Die Wassergewinnung und Aufbereitung in einzelnen Schritten:
- Das Wasser durchläuft zunächst eine Vorreinigung im Südbecken des Halterner Stausees. Bei Bedarf erfolgt die Zugabe von Flockungsmitteln und Aktivkohle. Die dadurch ausfallenden Flocken binden weitgehend die gelösten und ungelösten Inhaltsstoffe (auch Pestizide), vermindern den Phosphatgehalt und damit die Eutrophierung. Sie werden durch Sedimentation entfernt.
- Das Rohwasser wird dann aus dem Südbecken durch Pumpwerke (20.000 m³/Stunde Gesamtförderleistung) entnommen und über 4500 m lange Betonleitungen zu den 26 unterschiedlich großen Versickerungsbecken (4.000 m² bis 21.000 m², Gesamtfläche: 335.000 m²) geleitet.
- Die natürlich vorhandenen Sande wirken als Langsamsandfilter, das Wasser verbleibt etwa 6 Wochen im Untergrund.
- Durch die Vertikalbrunnen auf dem Wasserwerksgelände wird das gereinigte Grundwasser entnommen.
- Ein Teil des gewonnenen Brunnenwassers wird zur biologischen Entmanganung durch, mit Quarzkies gefüllte, Druckfilterkessel geleitet.
- In den Tiefbehältern auf dem Wasserwerksgelände (insgesamt 28.000 m³ Inhalt) werden alle gewonnenen Wasser zusammengeführt.
- Dort werden noch Natronlauge (pH-Wert-Anpassung) und Monophosphat (Korrosionsschutz) zugegeben. Weiterhin besteht dort die Möglichkeit zur Desinfektion mittels Chlorbleichlauge.
- Zuletzt wird das Trinkwasser mittels elektrischer Pumpen in das Versorgungsnetz eingespeist. Bei Stromausfall übernehmen Dieselaggregate die lokale Stromversorgung.

### Halterner Sande
Die künstliche Grundwasseranreicherung ist ein naturnahes Verfahren, das aufgrund der besonderen geologischen Situation in Haltern etabliert wurde. Der homogene Aufbau und die Feinkörnigkeit des Grundwasserleiters machen ihn zu einem natürlichen Wasserspeicher und Filter.
- Die Talsperren Halterner Stausee und Hullener See erfassen aus dem 880 km² großen Einzugsgebiet der Stever und des Halterner Mühlenbachs jährlich im Durchschnitt 240 Millionen m³ Wasser.
- Dieses Oberflächenwasser wird über Versickerungsbecken in die Halterner Sande eingeleitet.

Der Grundwasserleiter „Halterner Sande“ ermöglicht eine naturnahe Trinkwassergewinnung und -aufbereitung im Wasserwerk Haltern. Er schafft optimale natürliche Voraussetzungen für die Langsam-Sandfiltration. 
Die bis zu 300 m mächtigen Sandschichten führen auf ca. 100 m ihrer Gesamtstärke Grundwasser und bieten besondere hydrogeologische Voraussetzungen zur Filterung des langsam durchfließenden Wassers (Fließgeschwindigkeit etwa 0,5 bis 1,5 m pro Tag). Sie haben eine Flächenausdehnung von zirka 770 km² und reichen im Süden von Dorsten, Marl, Oer-Erkenschwick bis nach Seppenrade. Im Nordosten berühren sie die Städte Dülmen und Coesfeld. Im Nordwesten reichen sie bis zu den Städten Gescher und Borken und im Westen bis zu den Gemeinden Raesfeld und Schermbeck. 
Die Schichten bestehen zum größten Teil aus lockeren, schluffigen Sanden, in tieferen Bereichen auch verfestigt und durchsetzt von Kiesen, Kalksandstein- und Quarzit-Bänken. Sie werden von den Recklinghäuser Sandmergeln unterlagert.
Die Halterner Sande haben eine hohe Höffigkeit, also eine hohe Fähigkeit zur Wasserspeicherung und zum Wassertransport. Die Brunnen in den Sanden erreichen eine hohe Ergiebigkeit. Das theoretisch nutzbare Grundwasservolumen beträgt 17 km³ (17 Milliarden Kubikmeter).
Das aus den Halterner Sanden entnommene Grundwasser ist mineralisiert und eignet sich daher besonders für die Trinkwassergewinnung.

### Langsam-Sandfiltration als Basis der naturnahen Wassergewinnung
Bei der Langsam-Sandfiltration versickert das Wasser in extra dafür angelegten, sandgefüllten „Versickerungsbecken“ (Infiltrationsbecken). Im Wasserwerk Haltern gibt es 26 solcher Versickerungsbecken, die zusammen eine Fläche von 335.000 m² haben. So groß wie 47 bundesligataugliche Fußballfelder.
Das Oberflächenwasser wird darauf geleitet und versickert durch den Sandfilter ins Grundwasser (= künstliche Grundwasseranreicherung). Dabei werden feste Partikel herausgefiltert, Stoffe adsorbiert bzw. biologisch abgebaut sowie Keime zurückgehalten.
Brunnen fördern das angereicherte Grundwasser ins Wasserwerk, wo es weiter zu Trinkwasser aufbereitet wird.
Von den rund 100 Mio. m³ Trinkwasser, die das Wasserwerk Haltern pro Jahr abgibt, werden etwa 30 Prozent aus natürlichem Grundwasser gewonnen. Die restlichen 70 Prozent stammen aus künstlich angereichertem Grundwasser.

### Einflüsse auf die Wasserqualität
Das Wasserwerk Haltern liegt im Bereich des Steinkohlenbergbaus am nördlichen Rand des Ruhrgebietes. Um Schäden durch Bergsenkungen und durch Zustrom von stark mineralisiertem Lippewasser zu vermeiden, wurde eine Vereinbarung zwischen dem Bergbau und dem lokalen Wasserversorger geschlossen. Darin sind unter anderem Abbaugrenzen südlich des Wasserwerks festgelegt und regelmäßige geodätische Messprogramme zur Überwachung beschlossen worden.
Das Einzugsgebiet der Stauseen wird intensiv landwirtschaftlich genutzt. Die dabei eingesetzten Pflanzenschutzmittel wurden in den 80er Jahren in erhöhten Konzentrationen in den Zuflüssen und in den Stauseen selbst nachgewiesen. Besonders bekannt wurden die Atrazin-Verunreinigungen, die durch den Maisanbau verursacht wurden. Zur Erhaltung der Wasserqualität wurden Sofortmaßnahmen (Aktivkohledosierung in der Vorreinigung) und längerfristige Maßnahmen (Kooperation mit der Landwirtschaft) eingeleitet. Die Kooperation mit der Landwirtschaft zeigte deutliche Erfolge, sodass die Aktivkohledosierung in der Folgezeit deutlich reduziert und zeitweilig ganz eingestellt werden konnte.
Zur besseren Zusammenarbeit untereinander, mit den staatlichen Wasserbehörden und der Landwirtschaft wurde im Juni 1998 von den Stadtwerken Borken, Coesfeld, Dülmen, Gescher, der Rheinisch-Westfälischen Wasserwerksgesellschaft mbH (RWW) und der Gelsenwasser AG die AWHS (Arbeitsgemeinschaft Wasserwerke Halterner Sande) gegründet.
Es gibt behördlich festgesetzte Wasserschutzgebiete rund um die Stauseen und für die Gewinnungsanlagen in der Haard und in der Hohen Mark. Da das Stauseewasser nicht direkt technisch aufbereitet, sondern zunächst versickert wird, stehen die Stauseen für begrenzte Freizeitaktivitäten der Öffentlichkeit zur Verfügung. Auf dem Halterner Stausee und teilweise auch auf der Zwischenstever darf Wassersport (Seebad Haltern, Segelsport, Ausflugsboot „Möwe“, Bootsverleih usw.) betrieben werden, auf der Hullerner Talsperre ist dies nicht erlaubt (Naturschutz steht im Vordergrund). Beide Seen und die vielfältige Landschaft rundherum sind mittels Wander- und Radwegenetz erschlossen.
Nitroverbindungen und andere Kanzerogene aus der Produktion und Verklappung der ehemaligen WASAG in Sythen werden bis ca. 2050 erwartet. Der Kreis Recklinghausen ist für die Eindämmung dieser Gefahr zuständig.

## Versorgungsgebiet
Direkt über die Gelsenwasser AG oder indirekt über Wiederverkaufspartner werden versorgt: Altenberge, Billerbeck (teilweise), Castrop-Rauxel (teilweise), Datteln, Dülmen (teilweise), Duisburg (teilweise), Gelsenkirchen (Stadtgebiet außer Feldmark, Neustadt, Rotthausen, Ückendorf, Bulmke-Hüllen), Haltern am See, Havixbeck, Herne (teilweise), Herten, Lüdinghausen, Marl, Münster (teilweise), Nordkirchen (teilweise), Nordwalde (teilweise), Nottuln (teilweise), Oer-Erkenschwick, Olfen, Recklinghausen, Selm (teilweise), Senden (Kernstadt, Bösensell) und Waltrop.

## Sonstiges
Die höchste Tagesmenge wurde am 2. Juli 1986 mit 413.868 m³ abgegeben.
Im Wasserwerk Haltern sind rund 100 Mitarbeiter und bis zu 25 Auszubildende beschäftigt.
Am 17. August 2008 wurde das hundertjährige Bestehen des Wasserwerkes mit einem Tag der offenen Tür begangen.